# 阿瓜達斯 (卡爾達斯省)
阿瓜達斯是哥倫比亞的城鎮，位於該國西部，由卡爾達斯省負責管轄，始建於1808年7月5日，面積510平方公里，海拔高度2,000米，主要經濟活動有農業和畜牧業，2005年人口20,712。
5°37′N 75°28′W / 5.617°N 75.467°W

## 外部連結
- Comunidad de usuarios